# G.O.D. (Gold, Oil & Diamonds)
Albums de AZ
Legendary
(2008) Doe or Die: 15th Anniversary
(2010)

G.O.D. (Gold, Oil & Diamonds) est une mixtape d'AZ, sortie le 30 juin 2009.
En raison de conflits autour de la date de publication par un autre label et du titre de l'album, c'est Sicness.net qui a publié G.O.D. (Gold, Oil & Diamonds) dont le titre original devait être I Am Legend.

## Liste des titres
| No  | Titre                                                                       | Contient un (des) sample(s) de                                                                       | Durée |
| --- | --------------------------------------------------------------------------- | --- | ----- |
| 1.  | Hustle In My Blood (Produit par The Batkave)                                | Something in the Past de One Way                                                                     | 4:03  |
| 2.  | What It Sounds Like (featuring Charlie Rock – Produit par Dave Moss)        | (Let Me Put) Love on Your Mind de Con Funk Shun                                                      | 2:55  |
| 3.  | Game Aint Changed (Produit par Dave Moss)                                   | | 3:04  |
| 4.  | Run from Me (featuring Smigg Dirtee et Obnoxious – Produit par The Batkave) | Whatever It Takes d'Anita Baker                                                                      | 3:26  |
| 5.  | Live Your Life (Produit par Dave Moss)                                      | | 3:25  |
| 6.  | Get Low (featuring Smigg Dirtee – Produit par The Batkave)                  | | 4:07  |
| 7.  | Bonafied (featuring Obnoxious – Produit par Dave Moss)                      | | 2:55  |
| 8.  | The Reverand (featuring I-Rocc – Produit par The Batkave)                   | | 3:57  |
| 9.  | AZ's Behind This (featuring Smigg Dirtee – Produit par The Batkave)         | Carla My Love des Softones and First Class Who Shot Ya? de The Notorious B.I.G. featuring Puff Daddy | 3:39  |
| 10. | Havin' My Baby (Produit par The Batkave)                                    | Heard Somebody Say de Devendra Banhart                                                               | 3:41  |
| 11. | Do Me This Way (Produit par Dave Moss)                                      | Don't Do Me This Way de One Way                                                                      | 2:47  |
| 12. | Outro                                                                       | | 1:28  |